# Генеральный план Липецка
Генера́льный план Ли́пецка — основной документ градостроительного развития Липецка.
Первый Генеральный план развития Липецка появился еще в 1789 году.

## Генплан1960-хгодов
В 1960-х годах ленинградский институт «Ленгипрогор» (ныне Институт урбанистики) выполнил один из самых известных Генеральных планов Липецка. Тогда Новолипецкий металлургический завод развивался быстрыми темпами, росли новые кварталы.
В то же время Министерство здравоохранения потребовало установить 20-километрвую санитарную зону вокруг НЛМЗ. В итоге проектировщики предложили несколько вариантов, где должно было начаться массовое жилищное строительство.
Среди вариантов были город Грязи, сёла Доброе и Боринское, район вдоль Лебедянского шоссе, но в конечном итоге остановились на предложении построить 200-тысячный город в Жёлтых Песках. Предусматривалось строительство надземного метро. Но потом, когда была разработана планировка, оказалось, что денег на реализацию нет; проект отложили на далёкую перспективу, а взамен построили Северо-Западный жилой район (вдоль Московской улицы). Этот район задал направление развития города на несколько десятилетий.

## Генпланы1996и2009 годов
С 1996 года действовал четвёртый по счёту генплан. Однако к 2008 году он перестал отвечать нынешним требованиям, так как за последние годы из-за развития бизнеса серьёзно увеличились финансовые вливания, что способствует активному строительству.
В начале 2009 года вступил в силу новый Генеральный план, разработанный сотрудниками московского института «Гипрогор». 27 октября 2008 года он был одобрен на общественных слушаниях.

## Генплан2016 года
В 2015 году институт РосНИПИУрбанистики начал разрабатывать новый план развития Липецка до 2035 года. В его основе лежали массовое жилищное строительство на окраинах и строительство города — спутника Романово на 150 тыс. жителей. Некоторые называли его Нью-Липецк по аналогии с Нью-Васюками из книги «Двенадцать стульев» за слишком большие планы и оторванность от реальности. В 2016 году он был принят.

## Генплан2021 года
К 2020 году город стал слишком быстро расширяться, да и инженерные сети в новых районах создавать с нуля очень дорого, и из-за этого управление градостроительства Липецкой области решило создавать новый генплан. За этим обратились в Градостроительный институт пространственного моделирования городов «Гипрогорпроект». Власти решили не расширять границы города, а обратить внимание на центр. В новом генплане предусмотрена реновация районов с ветхим жильём и застройка заброшенных заводов и гаражных кооперативов. Также планируется перевести под индивидуальное жилищное строительство садовые товарищества. Общественные слушания пока не объявлялись.